# Lista de partidas do Club Universitario de Deportes na Copa Sul-Americana
Este artigo contém a lista de jogos disputados pelo Club Universitario de Deportes na Copa Sul-Americana.

## Legenda
- Cor de fundo verde = Vitória
- Cor de fundo amarela = Empate
- Cor de fundo vermelha = Derrota

## Década de 2000

### 2002
| 4-9-2002 Primeira fase | Alianza Lima | 1 - 0 | Universitario | Lima, Peru |
|                        |              |       | {{{golos2}}}  |            |

| 11-09-2002 Primeira fase | Universitario | 0 - 1 | Alianza Lima | Lima, Peru |
|                          |               |       | {{{golos2}}} |            |

### 2005
| 10 de agosto Primeira fase | Universitario | 1 - 1 | Alianza Atlético | Lima, Peru |
|                            |               |       | {{{golos2}}}     |            |

| 24 de agosto Primeira fase | Alianza Atlético | 1 - 1 | Universitario | Sullana, Peru |
|                            |                  |       | {{{golos2}}}  |               |

### 2007
| 9 de agosto Primeira fase | Universitario | 0 - 1 | Atlético Nacional | Lima, Peru |
|                           |               |       | {{{golos2}}}      |            |

| 30 de agosto Primeira fase | Atlético Nacional | 1 - 0 | Universitario | Medellín, Colômbia |
|                            |                   |       | {{{golos2}}}  |                    |

### 2008
| 30 de julho Primeira fase | Universitario | 0 - 0 | Deportivo Quito | Lima, Peru |
|                           |               |       | {{{golos2}}}    |            |

| 5 de agosto Primeira fase | Deportivo Quito | 2 - 1 | Universitario | Quito, Equador |
|                           |                 |       | {{{golos2}}}  |                |

## Década de 2010

### 2011
| 1 de setembro Segunda fase | Deportivo Anzoátegui | 1 - 2 | Universitario | Puerto La Cruz, Venezuela |
|                            |                      |       | {{{golos2}}}  |                           |

| 14 de setembro Segunda fase | Universitario | 2 - 0 | Deportivo Anzoátegui | Lima, Peru |
|                             |               |       | {{{golos2}}}         |            |

| 29 de setembro Oitavas de final | Godoy Cruz | 1 - 1 | Universitario | Mendoza, Argentina |
|                                 |            |       | {{{golos2}}}  |                    |

| 20 de outubro Oitavas de final | Universitario | 1 - 1 (3 - 2 pen.) | Godoy Cruz   | Lima, Peru |
|                                |               |                    | {{{golos2}}} |            |

| 2 de novembro Quartas de final | Universitario | 2 - 0 | Vasco da Gama | Lima, Peru |
|                                |               |       | {{{golos2}}}  |            |

| 9 de novembro Quartas de final | Vasco da Gama | 5 - 2 | Universitario | Río de Janeiro, Brasil |
|                                |               |       | {{{golos2}}}  |                        |

### 2015
| 11 de agosto Primeira fase | Universitario                           | 3 – 1     | Deportivo Anzoátegui | Lima, Peru                                                            |  |
| 21:15 (UTC−5)              | Giménez 12' · Romero 28' · Alemanno 56' | Relatório | Aguilar 59'          | Estádio: Estádio Nacional Público: 20 000 Árbitro: PAR Ulises Mereles |  |

| 20 de agosto Primeira fase | Deportivo Anzoátegui | 1 – 3     | Universitario                           | Puerto la Cruz, Venezuela                                                       |  |
| 17:00 (UTC−4:30)           | Aguilar 61'          | Relatório | Dulanto 5' · Ruidíaz 76' · Alemanno 88' | Estádio: Estádio José Antonio Anzoátegui Público: 1 000 Árbitro: ECU Diego Lara |  |

| 26 de agosto Segunda fase | Defensor Sporting           | 3 – 0     | Universitario | Montevidéu, Uruguai                                                      |  |
| 16:30 (UTC−3)             | Acuña 69', 88' · Lozano 75' | Relatório | {{{golos2}}}  | Estádio: Estádio Luis Franzini Público: 2 000 Árbitro: CHI Enrique Osses |  |

| 15 de setembro Segunda fase | Universitario | 0 – 1     | Defensor Sporting | Lima, Peru                                                         |  |
| 19:30 (UTC−5)               |               | Relatório | Castro 4'         | Estádio: Estádio Monumental Público: 3 000 Árbitro: ECU Omar Ponce |  |

### 2016
| 9 de agosto Primeira fase | Universitario | 0 – 3     | Emelec                                | Lima, Peru                                                              |  |
| 21:30 (UTC−5)             |               | Relatório | Achilier 53' · Stracqualursi 62', 80' | Estádio: Estádio Nacional Público: 10 000 Árbitro: COL Wilson Lamouroux |  |

| 16 de agosto Primeira fase | Emelec                                           | 3 – 1     | Universitario | Guaiaquil, Equador                                                                     |  |
| 21:00 (UTC−5)              | Giménez 22' · Stracqualursi 37' (pen) · Mena 68' | Relatório | Rengifo 32'   | Estádio: Estádio Christian Benítez Betancourt Público: 20 000 Árbitro: BOL Raúl Orosco |  |

## Década de 2020

### 2023
| 9 de março Primeira fase | Universitario            | 2 – 0     | Cienciano    | Lima, Peru                                              |  |
| 21:00 (UTC−5)            | Quispe 10' · Herrera 70' | Relatório | {{{golos2}}} | Estádio: Estádio Monumental Árbitro: URU Gustavo Tejera |  |

| 5 de abril de 2023 Fase de grupos | Gimnasia y Esgrima | 0 – 1     | Universitario     | La Plata, Argentina |  |
| 21:00 (UTC−3)                     |                    | Relatório | Succar 85' (pen.) |                     |  |

| 20 de abril Fase de grupos | Universitario              | 2 – 2     | Goiás                      |                 |  |
| 21:00 (UTC−5)              | Riveros 87' · Valera 90+6' | Relatório | Morelli 57' · Maguinho 65' | Público: 47 132 |  |

| 4 de maio Fase de grupos | Universitario                  | 2 – 0     | Santa Fe |                 |  |
| 21:00 (UTC−5)            | Herrera 11' · Di Benedetto 66' | Relatório |          | Público: 48 391 |  |

| 23 de maio Fase de grupos | Goiás     | 1 – 0     | Universitario |                |  |
| 19:00 (UTC−3)             | Apodi 89' | Relatório |               | Público: 9 435 |  |

| 8 de junho Fase de grupos | Santa Fe                      | 2 – 0     | Universitario |                |  |
| 21:00 (UTC−5)             | Rodallega 27' · N. Moreno 78' | Relatório |               | Público: 9 863 |  |

| 28 de junho Fase de grupos | Universitario | 1 – 0     | Gimnasia y Esgrima |                 |  |
| 21:00 (UTC−5)              | Quispe 40'    | Relatório |                    | Público: 50 056 |  |

| 11 de julho Play-offs | Corinthians        | 1 – 0     | Universitario |  |  |
| 21:30 (UTC−3)         | Felipe Augusto 79' | Relatório |               |  |  |